# Глиницький заказник
Глиницький заказник — іхтіологічний заказник місцевого значення в Україні. Розташований у межах Кіцманського району Чернівецької області, біля села Коростувата. 
Площа 15,6 га. Статус надано згідно з рішенням 6-ї сесії облради XXIV скликання від 27.12.2002 року № 127-6/02. Перебуває у віданні Глиницької сільської ради. 
Статус надано з метою збереження місця зимівлі цінних видів риб (марена, судак, рибець, лящ, сом), розташованого в акваторії річки Прут.